# Geraldine Ostroot
Geraldine Caroline Ostroot Tweet (* 10. April 1914 in Lake Preston, South Dakota; † 27. Januar 1996 in Bartlesville, Oklahoma) war eine US-amerikanische Politikerin (Republikanische Partei).

## Werdegang
Geraldine Caroline Ostroot wurde 1914 als Tochter von Gabriel J. Ostroot (1880–1947) und seiner Ehefrau Ida Teolina (1883–1959), geborene Larson, im Kingsbury County geboren. Sie hatte mindestens eine Schwester namens Norma und einen Bruder namens Gabriel Warren (1918–1993). Ihre Kindheit war vom Ersten Weltkrieg überschattet. Ostroot graduierte an der High School. Danach studierte sie am Augustana College, wo sie 1936 ein Teachers Certificate erwarb. Von 1937 bis 1945 unterrichtete sie dann an Schulen in South Dakota. Die Weltwirtschaftskrise und der folgende Zweite Weltkrieg überschatteten diese Jahre.
Um 1945 zog sie nach Pierre (Hughes County), wo sie sich politisch betätigte. Ostroot war in der Republikanischen Partei sehr aktiv und hielt dort eine Reihe von Ämtern. Sie fungierte von 1951 bis 1957 als Secretary of State von South Dakota. Während dieser Zeit wurde sie bei Who's Who of American Women gelistet.
Am 28. August 1956 heiratete sie Noel Tillman Tweet (1905–1992). Die Ehe blieb kinderlos. Nach ihrer Hochzeit zogen sie einige Male um. Ihr Ehemann verstarb am 20. August 1992 in San Antonio (Texas) und Geraldine am 27. Januar 1996 in Bartlesville (Oklahoma). Geraldine wurde neben ihrem Ehemann auf dem Memorial Park Cemetery in Bartlesville beigesetzt.